# Karlobag
Karlobag (italsky Carlopago) je vesnice, opčina a přímořské letovisko v Chorvatsku v Licko-senjské župě. Nachází se asi 37 km západně od Gospiće. V roce 2011 žilo v Karlobagu 468 obyvatel, v celé občině pak 917 obyvatel.
Kromě hlavní obce, Karlobagu, se zde nacházejí i vesnice Barić Draga, Baške Oštarije, Cesarica, Crni Dabar, Došen Dabar, Konjsko, Kućišta Cesarička, Ledenik Cesarički, Lukovo Šugarje, Ravni Dabar, Staništa, Sušanj Cesarički a Vidovac Cesarički.
Z Karlobagu odbočuje z pobřežní magistrály důležitá silnice spojující přímoří s vnitrozemskou oblastí Lika. Vede přes Baške Oštarije (955 m) a průsmyk Vrata (též Oštarijska Vrata, 928 m). Po průsmyku Vratnik (nad Senjí) jsou zdejší průsmyky nejnižší v oblasti Velebitu. Silnice byla vybudována v 19. stol. a zmodernizována v 20. letech minulého století. Po válce začátkem 90. let byla opravena a znovu uvedena do provozu.